# 574 (tal)
574 är det naturliga heltal som följer 573 och följs av 575.

## Matematiska egenskaper
- 574 är ett jämnt tal.
- 574 är ett sammansatt tal.
- 574 är ett defekt tal.
- 574 är ett sfeniskt tal.

## Inom vetenskapen
- 574 Reginhild, en asteroid.